# Cutterwil

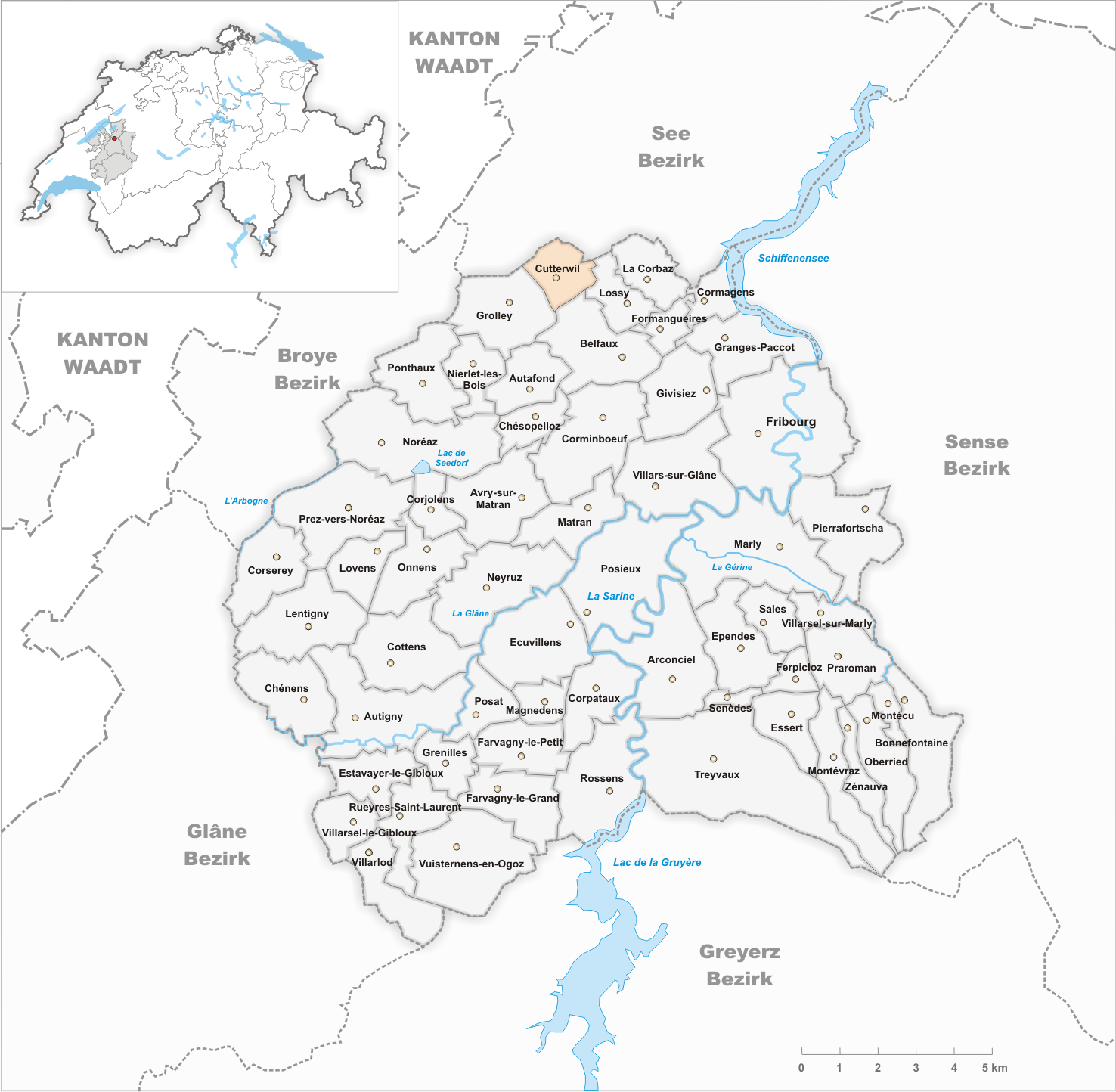
Gemeindestand vor der Fusion am 1. Januar 1977

Cutterwil ist eine Ortschaft und früher selbständige politische Gemeinde im District de la Sarine (deutsch: Saanebezirk) des Kantons Freiburg in der Schweiz. Bis ins 20. Jahrhundert wurde oft auch die Schreibweise Cutterwyl benutzt. Der ehemalige französische Name Cudrevy wird heute kaum mehr verwendet. Am 1. Januar 1977 wurde Cutterwil nach Belfaux eingemeindet.

## Geographie
Cutterwil liegt auf 633 m ü. M., 3 km nordwestlich von Belfaux und 7 km nordwestlich der Kantonshauptstadt Freiburg (Luftlinie). Das Dorf erstreckt sich am sanft nach Nordwesten geneigten Hang unterhalb des Waldes Bois du Fossé, im Molassehügelland des Freiburger Mittellandes. Das ehemalige Gemeindegebiet erstreckte sich vom gewellten Plateau bei Misery nach Südosten über den Hang von Cutterwil bis in den Bois du Fossé (690 m ü. M.).

## Bevölkerung
Mit 81 Einwohnern (1970) zählte Cutterwil vor der Fusion zu den kleinsten Gemeinden des Kantons Freiburg. Im Jahr 1850 hatte die Gemeinde 105 Einwohner, 1900 93 Einwohner. Die Bevölkerung ist trotz des deutschen Namens überwiegend französischsprachig. Cutterwil besteht aus zwei Weilersiedlungen und einigen Einzelhöfen.
Einwohnerzahlen: Volkszählungsdaten

## Wirtschaft
Cutterwil lebt noch heute von der Landwirtschaft, insbesondere vom Ackerbau, dem Obstbau und der Viehzucht.

## Verkehr
Das Dorf liegt abseits der grösseren Durchgangsstrassen, ist aber von der Hauptstrasse, die von Freiburg via Misery nach Avenches führt, leicht zu erreichen. Durch die Buslinien der Transports publics fribourgeois, die von Freiburg über Misery nach Courtepin bzw. Gletterens verkehren, ist Cutterwil an das Netz des öffentlichen Verkehrs angebunden.

## Geschichte
Die erste urkundliche Erwähnung des Ortes erfolgte 1361 unter dem Namen Curtivri. Später erschienen die Bezeichnungen Cultiurj (1428), Curtivril (1436), Cutryuy (1555), Curwier (1638) und Courtrivey im 18. Jahrhundert. Die Herkunft des Ortsnamens ist unklar.
Die Dorfherrschaft von Cutterwil oblag seit dem Mittelalter verschiedenen Familien. Durch Kauf kam das Dorf 1442 unter die Herrschaft von Freiburg und wurde der Alten Landschaft (Spitalpanner) zugeordnet. Nach dem Zusammenbruch des Ancien Régime (1798) gehörte Cutterwil während der Helvetik und der darauf folgenden Zeit zum Bezirk Freiburg, bevor es 1848 mit der neuen Kantonsverfassung in den Saanebezirk eingegliedert wurde. Mit Wirkung auf den 1. Januar 1977 wurde Cutterwil nach Belfaux eingemeindet.

## Sehenswürdigkeiten
Das Bauernhaus Belle Ferme wurde 1722 erbaut und steht heute unter Denkmalschutz. Cutterwil besitzt keine eigene Kirche; es gehört zur Pfarrei Belfaux.